# Nørre-Rangstrup
Nørre-Rangstrup é um município da Dinamarca, localizado na região sul, no condado de Sonderjutlândia.
O município tem uma área de 302 km² e uma  população de 9 502 habitantes, segundo o censo de 2005.